# Морская полиция: Спецотдел (сезон 3)
Список эпизодов третьего сезона телевизионной драмы «Морская полиция: Спецотдел» (NCIS), который выходил в эфир в период с 20 сентября 2005 по 16 мая 2006 года.
Третий сезон начинается сразу после эпизода «Сумерки», когда вся команда в шоке, а Гиббс на вендетте, чтобы отомстить за убийство Кейт. Дела осложняются вмешательством бывшей возлюбленной Гиббса и нового директора NCIS Дженни Шепард, а также офицера Моссада Зивы Дэвид. В этом сезоне начинаются небольшие намеки на прошлое Гиббса, и впервые упоминается его первая жена Шеннон и его дочь Келли. Финал сезона представляет его бывшего босса Майка Фрэнкса (Мьюз Уотсон), который помогает Гиббсу оправиться от почти смертельного взрыва бомбы. Сезон заканчивается тем, что Гиббс уходит на пенсию, оставляя ДиНоззо во главе команды.

## В ролях
| Имя                    | Исполнитель     | В ролях     | Периодический персонаж |
| ---------------------- | --------------- | ----------- | ---------------------- |
| Лерой Джетро Гиббс     | Марк Хэрмон     | весь сезон  | н/д                    |
| Энтони ДиНоззо         | Майкл Уэзерли   | весь сезон  | н/д                    |
| Зива Давид             | Коте де Пабло   | с 4 эпизода | эпизоды 1-2            |
| Эбби Шуто              | Поли Перретт    | весь сезон  | н/д                    |
| Тимоти Макги           | Шон Мюррей      | весь сезон  | н/д                    |
| Дженнифер Шепард       | Лорен Холли     | с 8 эпизода | 1-7 эпизоды            |
| Дональд «Даки» Маллард | Дэвид Маккаллум | весь сезон  | н/д                    |
| Кейтлин Тодд           | Саша Александр  | н/д         | 1-2 эпизоды            |
| Джимми Палмер          | Брайан Дитцен   | н/д         | весь сезон             |

## Эпизоды
| № | #  | Название                                      | Режиссёр              | Сценарист                       | Дата показа в США | Зрители США (миллионы) |
| --- | -- | --------------------------------------------- | --------------------- | ------------------------------- | ----------------- | ---------------------- |
| 47 | 1  | «Убить Ари. Часть 1» «Kill Ari (Part I)»      | Деннис Смит           | Дональд П. Беллисарио           | 20 сентября 2005  | 15,48                  |
| После смерти Кейт, команда Гиббса начинает поиски Ари — её убийцы. В их рядах происходит пополнение — появляется Зива (агент Моссад). |    |                                               |                       |                                 |                   |                        |
| 48 | 2  | «Убить Ари. Часть 2» «Kill Ari (Part II)»     | Джеймс Уитмор-младший | Дональд Беллизарио              | 27 сентября 2005  | 15,09                  |
| Команда Гиббса продолжает расследовать убийство Кейт. |    |                                               |                       |                                 |                   |                        |
| 49 | 3  | «Игры разума» «Mind Games»                    | Уильям Уэбб           | Джеффри Киркпатрик и Джон Келли | 4 октября 2005    | 16,87                  |
| Детективы допрашивают приговорённого к смерти маньяка Кайла Буна, пытаясь узнать, где он спрятал тела своих жертв, но Бун соглашается говорить только с Джетро Гиббсом, который десять лет назад вёл это дело. Полиция находит языки жертв в сарае, где Бун их спрятал, и преступник отказывается давать им дальнейшую информацию. Гиббсу предстоит отправиться в тюрьму и допросить заключённого Кайла Буна. |    |                                               |                       |                                 |                   |                        |
| 50 | 4  | «Серебряная война» «Silver War»               | Терренс О’Хара        | Джон Келли и Джошуа Лури        | 11 октября 2005   | 16,78                  |
| Доктор Элейн Бернс и группа её помощников проводят вскрытие старинного гроба времён Гражданской войны. Открыв его, они обнаруживают внутри труп в солдатской форме того времени, рядом с которым лежит современный сотовый телефон. |    |                                               |                       |                                 |                   |                        |
| 51 | 5  | «Подмена» «Switch»                            | Томас Дж. Райт        | Джиль Грант                     | 18 октября 2005   | 17,69                  |
| Джерри Смит едет на машине и говорит по телефону с женой. Они ссорятся, и в этот момент кто-то расстреливает машину практически в упор, та слетает с дороги, пробивает ограждение и скатывается под откос. |    |                                               |                       |                                 |                   |                        |
| 52 | 6  | «Сеть соглядатая» «The Voyeur’s Web»          | Деннис Смит           | Дэвид Норт                      | 25 октября 2005   | 18,01                  |
| Двое парней наблюдают за женщиной в интернет-чате, и когда один из них видит тень за её спиной, он пишет ей «обернись». Та поворачивается, и кто-то в чёрном костюме и маске нападает на неё и перерезает горло ножом. |    |                                               |                       |                                 |                   |                        |
| 53 | 7  | «Честь» «Honor Code»                          | Колин Бакси           | Кристофер Сильбер               | 1 ноября 2005     | 18,07                  |
| Шестилетний мальчик Зак идёт со своим отцом на карусели в парк, и, катаясь, видит, как отца похищают двое мужчин в чёрном и с наушниками в ухе. Он сбегает с карусели и видит, что на земле осталась лежать сладкая вата, которую тот купил. Зак звонит в морскую полицию, и Гиббс говорит остальным, что они едут в детский парк, где был похищен Алекс Таннер. |    |                                               |                       |                                 |                   |                        |
| 54 | 8  | «Под прикрытием» «Under Covers»               | Аарон Липстадт        | Ли Дэвид Злотофф                | 8 ноября 2005     | 17,79                  |
| Тони и Зива изображают семейную пару наёмных убийц — Жан-Поля и Софи Ранье и под прикрытием поселяются в отеле. В это время Даки осматривает тела настоящих Ранье, которые погибли в автокатастрофе, направляясь к очередному своему заказчику. |    |                                               |                       |                                 |                   |                        |
| 55 | 9  | «Западня» «Frame Up»                          | Томас Дж. Райт        | Лоуренс Уолш                    | 22 ноября 2005    | 16,43                  |
| Компания отдыхающих разводит костёр на природе, откуда их вскоре прогоняют, так как в этом месте нельзя разводить огонь. Уходя, они натыкаются на две человеческие ноги, кем-то брошенные в лесу. Гиббс сообщает своей команде, что они отправляются в Квантико, где на тренировочном полигоне в лесу были обнаружены две женские ноги. Все улики найденные на месте преступления указывают на Тони. |    |                                               |                       |                                 |                   |                        |
| 56 | 10 | «Новичок» «Probie»                            | Терренс О’Хара        | Фрэнк Кардеа и Джордж Шенк      | 29 ноября 2005    | 18,17                  |
| Тони и Зива стоят в коридоре отеля, а Гиббс и МакГи находятся снаружи, обеспечивая охрану чиновника, который вот-вот должен будет покинуть здание. Когда тот выходит, кто-то стреляет из переулка, МакГи стреляет вслед и убивает человека, а из переулка тем делом выезжает чёрная машина. Но когда место убийства начинают обыскивать, то выясняется, что оружия у убитого не было. |    |                                               |                       |                                 |                   |                        |
| 57 | 11 | «Образцовое поведение» «Model Behavior»       | Стивен Крэгг          | Дэвид Норт                      | 13 декабря 2005   | 17,11                  |
| На военной базе в Квантико снимают телешоу с участием моделей, за которыми наблюдают через телекамеры. Когда одной из них не оказывается на постели, начинаются её поиски, и одна из девушек смотрит в окно и видит, что та висит вниз головой на колючей проволоке. |    |                                               |                       |                                 |                   |                        |
| 58 | 12 | «Замурованные» «Boxed In»                     | Деннис Смит           | Дана Коэн                       | 10 января 2006    | 17,19                  |
| Тони и Зива приезжают в порт и идут между контейнеров. Зива говорит, что вчера приглашала на ужин МакГи и Палмера, и это не нравится Тони. Осмотрев один пустой контейнер, они выходят, и ввязываются в перестрелку. Отступая, Тони и Зива прячутся в пустом контейнере, и преступники запирают их внутри. |    |                                               |                       |                                 |                   |                        |
| 59 | 13 | «Обман» «Deception»                           | Лесли Либман          | Джек Бернштейн                  | 17 января 2006    | 17,74                  |
| Запертая в багажнике женщина несколько раз набирает номер морской полиции, говорит, что её похитили, после чего связь обрывается, а её похитители останавливаются и открывают багажник. |    |                                               |                       |                                 |                   |                        |
| 60 | 14 | «Бомба замедленного действия» «Light Sleeper» | Колин Бакси           | Кристофер Сильбер               | 24 января 2006    | 16,97                  |
| Женщина с ребёнком возвращается домой, соседка помогает ей занести на кухню пакеты, и они обнаруживают на диване двух убитых девушек. Тони всеми силами отлынивает от семинара, на который всем предстоит идти, но появляется Гиббс и говорит, что у них есть новое дело — в Квантико убиты две жены морпехов. |    |                                               |                       |                                 |                   |                        |
| 61 | 15 | «На всю голову» «Head Case»                   | Деннис Смит           | Фрэнк Кардеа и Джордж Шенк      | 7 февраля 2006    | 16,05                  |
| Несколько парней разбирают в гараже очередную угнанную машину, и их накрывает облава агентов морской полиции. Арестовав парней, Зива заглядывает в багажник и видит там отрезанную человеческую голову в пакете, а разборщики божатся, что никого не убивали и не знают, как голова оказалась в багажнике. |    |                                               |                       |                                 |                   |                        |
| 62 | 16 | «Семейные тайны» «Family Secret»              | Джеймс Уитмор-младший | Стивен Байндер                  | 28 февраля 2006   | 15,14                  |
| Двое парамедиков забирают из морга тело, и как только машина трогается с места, происходит возгорание, и оба парня выскакивают из кабины. Тони садится за компьютер МакГи и с него переписывается со стажёркой, которая назвала его извращенцем. Появляется Гиббс и говорит, что они едут расследовать возгорание автомобиля, перевозившего тело Билли Данфорда, погибшего несколько дней назад в дорожной аварии. Его машина врезалась в дерево, Билли погиб, а его девушка сейчас находится в коме. |    |                                               |                       |                                 |                   |                        |
| 63 | 17 | «Хищник» «Ravenous»                           | Томас Дж. Райт        | Ричард Артур                    | 7 марта 2006      | 17,21                  |
| Рейнджеры идут с группой туристов по лесу, и один из них обнаруживает в куче медвежьего помёта армейские жетоны на цепочке. Гиббс сообщает своей команде, что в парке были найдены жетоны и останки человека, и команда отправляется туда. Останки трупа находятся неподалёку от того места, где обнаружили жетоны, принадлежавшие Бенджамину Райли, и рейнджер Бобби Хендрикс говорит, что в этом месте кто-то прикармливал медведей. |    |                                               |                       |                                 |                   |                        |
| 64 | 18 | «Приманка» «Bait»                             | Терренс О’Хара        | Лоуренс Уолш                    | 14 марта 2006     | 17,55                  |
| Подросток Коди Мейерс идёт по школьному двору, где его намеренно задевает кто-то из старших школьников. Войдя в класс, Коди распахивает куртку, демонстрирует всем бомбу и кричит, что взорвёт всех. Ученики начинают разбегаться, но некоторых он оставляет в заложниках. Гиббс сообщает своей команде, что пятнадцатилетний Коди Мейерс взял в заложники нескольких одноклассников и угрожает взорвать бомбу, которую носит на себе. |    |                                               |                       |                                 |                   |                        |
| 65 | 19 | «Замороженный» «Iced»                         | Деннис Смит           | Дана Коэн                       | 4 апреля 2006     | 15,52                  |
| Двое братьев гуляют по лесу, подходят к замёрзшему озерцу, и старший подбивает младшего пробежать по льду. Тот сначала отказывается, сказав, что лёд ещё тонкий, но на спор пробегает. Старший бежит следом, но вдруг останавливается, увидев подо льдом человеческий труп. Тони дразнит МакГи, найдя у него в столе крем, тот же говорит, что его ему посоветовал врач. Появляется Гиббс, отбирает у Тони крем, и говорит, что они едут к озеру, где обнаружен труп Райана Даунинга. Пока Даки осматривает извлечённое из-подо льда тело, МакГи и Тони находят ещё троих покойников, вмёрзших в лёд. |    |                                               |                       |                                 |                   |                        |
| 66 | 20 | «Неприкасаемые» «Untouchable»                 | Лесли Либман          | Фрэнк Кардеа и Джордж Шенк      | 18 апреля 2006    | 15,90                  |
| Тони и Зива приезжают к дому женщины, работающей в Пентагоне шифровальщиком, чтобы допросить её относительно утечки информации, которую они расследуют. Когда никто не открывает, Зива идёт к задней двери, а Тони видит, как из кошачьего входа выбегает кошка, оставившая на ступеньках кровавые следы. Агенты входят в дом и обнаруживают хозяйку мёртвой, лежащей на диване с пулевым отверстием в голове. |    |                                               |                       |                                 |                   |                        |
| 67 | 21 | «Кровавая баня» «Bloodbath»                   | Деннис Смит           | Стивен Байндер                  | 25 апреля 2006    | 15,56                  |
| Семейная пара останавливается в мотеле у военной базы, коридорный открывает дверь в их номер, и те с ужасом видят, что все стены забрызганы кровью, а мебель перевёрнута. Эбби предстоит давать показания в суде, для чего она приносит туфли на каблуках. Следом появляется Тони и говорит Зиве, что у них есть вызов, и команда отправляется в мотель. |    |                                               |                       |                                 |                   |                        |
| 68 | 22 | «Опасность» «Jeopardy»                        | Джеймс Уитмор-младший | Дэвид Норт                      | 2 мая 2006        | 14,95                  |
| Агенты арестовывают подозреваемого в торговле наркотиками Брайана Демпси и ведут его в офис. Зива забирает Брайана, тот не хочет заходить в лифт, и она ударяет его. Когда двери лифта открываются, то Гиббс видит лежащего на полу мёртвого подозреваемого, и Зиву рядом с ним. Даки и Палмер забирают тело, Зива же говорит, что не убивала его. |    |                                               |                       |                                 |                   |                        |
| 69 | 23 | «Пробел. Часть 1» «Hiatus (Part I)»           | Деннис Смит           | Дональд Беллизарио              | 9 мая 2006        | 15,71                  |
| Тони, Зива и МакГи сидят в машине на берегу у причала, в то время как Гиббс поднимается на борт судна и говорит с филиппинцем, который сообщает, что человек, причастный к террористической организации Абу Саид планирует теракт на корабле. Гиббс входит в каюту, и через несколько секунд на судне происходит взрыв. Бомба взрывается, когда Гиббс связывается с тайным правительственным агентом на подозрительном иностранном судне, убивая агента и помещая Гиббса в кому, в которой у него возникают воспоминания об убийстве его жены Шеннон и дочери Келли много лет назад и о его ранении в «Буре в пустыне». Тем временем Тони становится временным главой следственной группы, поскольку группа пытается выследить Пинпина Пулу, пропавшего члена экипажа корабля, предположительно члена Абу Сайяфа. Эпизод заканчивается тем, что Гиббс просыпается от комы, не помня о Даки, который находится в комнате с ним. |    |                                               |                       |                                 |                   |                        |
| 70 | 24 | «Пробел. Часть 2» «Hiatus (Part II)»          | Деннис Смит           | Дональд П. Беллисарио           | 16 мая 2006       | 16,49                  |
| Гиббс просыпается, веря, что сейчас 1991 год, и он недавно был ранен в Кувейте, не помня последних пятнадцати лет. Директор Шепард связывается с наставником и партнером Гиббса Майком Фрэнксом в надежде помочь страдающему амнезией Гиббсу восстановить память. Только Гиббс знает подробности надвигающейся террористической атаки, и он помнит вплоть до 1996 года, когда Фрэнкс ушел на пенсию после того, как его предупреждения о надвигающейся атаке на башни Хобар были проигнорированы. Она также копается в прошлом Гиббса и делится с Даки информацией о его убитой жене и дочери. Команда обнаруживает, что агент был мертв до взрыва бомбы, и понимает, что Пинпин Пула убил и выдал себя за агента, а затем использовал его учетные данные, чтобы сесть на другой корабль. Тем временем Тони и команда обнаруживают, что Пинпин Пула хочет взорвать корабль Cape Fear . Зива, которая, казалось, равнодушно отнеслась к ситуации Гиббса, навещает Гиббса в отчаянной и эмоциональной попытке оживить его память, рассказывая ему об их общей связи с Ари. Гиббс восстанавливает свою память и возвращается в штаб-квартиру NCIS. Директор, отвечающий за отгрузку фрегата, отказывается прислушиваться к предупреждениям Гиббса, Дженни и других офицеров ВМС, что приводит к катастрофическим последствиям. Наконец, Гиббс передает свой значок Тони и уходит в отставку, прежде чем отправиться в Мексику, чтобы остановиться в доме Фрэнкса. |    |                                               |                       |                                 |                   |                        |